# Storsjöodjuret

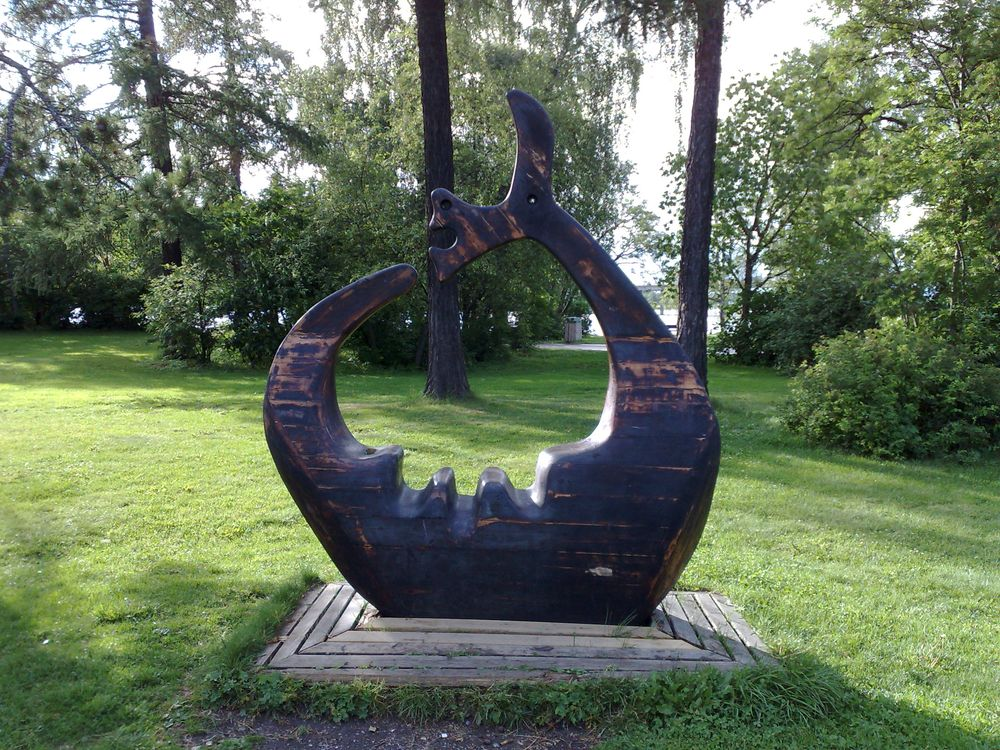
Standbeeld van het monster.

Storsjöodjuret (Nederlands: "het Grote-meer-monster") is volgens de Zweedse folklore een monster dat leeft in het 90 meter diepe meer Storsjön in centraal Jämtland.

## Verhaal
Het monster werd in 1635 voor het eerst genoemd in de legende van de trollen Jata en Kata, opgetekend door pastoor Mogens Pedersen. Hier wordt het geassocieerd met de Frösö-runenstenen, die net als veel andere runenstenen een monster met drakenlussen laat zien.

## Observaties
Er zijn talrijke meldingen van waarnemingen, sinds de 19e eeuw, voornamelijk tijdens de zomer en vooral tijdens de rode maan, voornamelijk in de zuidelijke en oostelijke delen van het meer. In 1894 werd een speciaal bedrijf opgericht om het monster te vangen. Koning Oscar II en de stad Östersund droegen bij aan de financiering, Het hiervoor ontworpen vangapparaat is te zien in het Jämtland County Museum.

## Beschrijving
Het monster van de Storsjön wordt meestal beschreven als slangachtig, meer dan 10 meter lang en tot een meter breed, met twee tot drie bulten achter elkaar. De huid wordt beschreven als glanzend met schubben en de kleur als grijszwart tot grijsgroen met zwarte vlekken. Het heeft korte benen, met langere achterpoten, die zwemvinnen lijken te hebben. De hals is lang en eindigt met een kleine hondachtige kop met duidelijke oren en grote ogen.

## Verklaringen
Door de jaren heen is op verschillende maneier geprobeerd verklaringen te vinden voor het monster. Een van de meest voorkomende is dat het Storsjömonster een extreem grote meerval is. De meerval is de op een na grootste zoetwatervis van Europa, waarvan de tot nu toe de grootste vijf meter lang was en 300 kg woog. Meestal is het een bodemvis, maar soms jaagt hij dichter bij de oppervlakte. In juli-augustus leeft hij in ondiep water. Visserij-experts verwerpen die meerval-verklaring echter meestal, aangezien er ten noorden van het Mälarmeer sinds 1900 geen meervallen waargenomen zijn.